# Inteligență geospațială

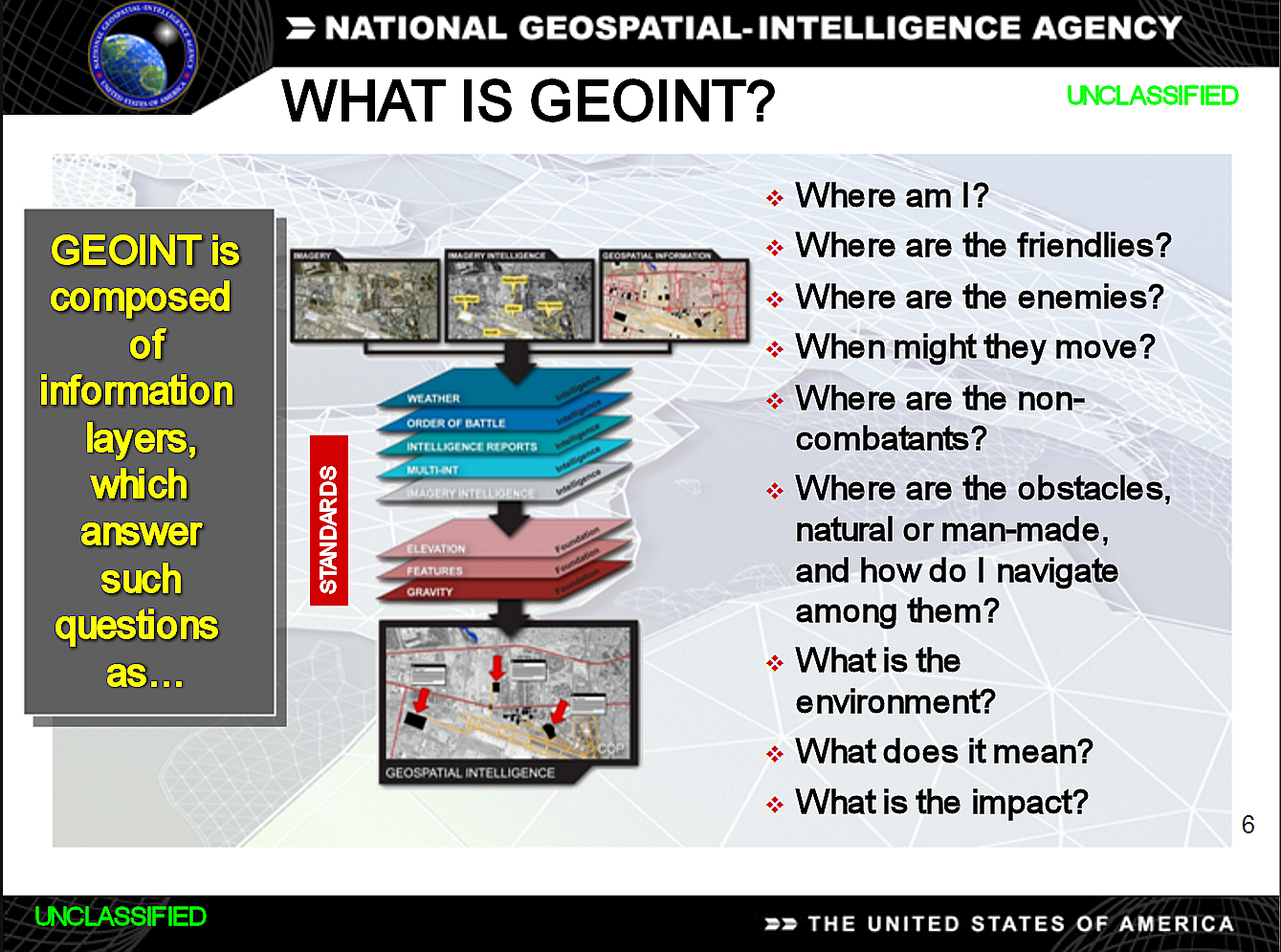
Prezentarea grafică a definiției Inteligenței Geospațiale (GEOINT)

În Statele Unite, inteligența geospațială (GEOIN ) este inteligența despre activitatea umană pe pământ derivată din exploatarea și analiza imaginilor și a informațiilor geospațiale care descrie, evaluează și descrie vizual trăsături fizice și activități cu referință geografică pe Pământ. GEOINT, așa cum este definit în Codul SUA, constă din imagini, inteligență imagistică (IMINT) și informații geospațiale.
Cunoștințele GEOINT și navele comerciale conexe nu mai sunt limitate la guvernul SUA sau chiar la principalele puteri militare din lume. În plus, țări precum India organizează conferințe specifice GEOINT. În timp ce alte țări pot defini inteligența geospațială oarecum diferit față de SUA, utilizarea datelor și serviciilor GEOINT este aceeași.

## Definiție amplificată
GEOINT cuprinde toate aspectele imaginii (inclusiv capacitățile denumite anterior Inteligență Geospațială Avansată și Inteligență de Măsurare și Semnătură derivată din imagini (MASINT) și informații și servicii geospațiale (GIS); denumită anterior cartografiere, cartografiere și geodezie). Acesta include, dar nu se limitează la acestea, date care variază de la ultraviolet la porțiunile cu microunde ale spectrului electromagnetic, precum și informații derivate din analiza imaginilor literal; date geospațiale; rețele sociale georeferențiate; și informații derivate tehnic din procesarea, exploatarea, analiza literală și non-literală a spectrului, spațiului, temporalului, radiometricului, istoricului fazelor, datelor polarimetrice, produselor fuzionate (produse create din două sau mai multe surse de date) și a datelor auxiliare necesare pentru prelucrarea și exploatarea datelor și informații despre semnături (pentru a include dezvoltarea, validarea, simularea, arhivarea datelor și diseminarea). Aceste tipuri de date pot fi colectate pe ținte staționare și în mișcare prin electro-optice (pentru a include IR, MWIR, SWIR TIR, Spectral, MSI, HSI, HD), SAR (pentru a include MTI), programe de senzori conexe (atât active, cât și pasive)) și mijloace non-tehnice (pentru a include informații geospațiale dobândite de personalul din domeniu). 
Aici Inteligența Geospațială, sau termenul frecvent folosit GEOINT, este o disciplină de informații care cuprinde exploatarea și analiza datelor și informațiilor geospațiale pentru a descrie, evalua și descrie vizual caracteristicile fizice (atât naturale, cât și construite) și activitățile de referință geografică de pe Pământ. Sursele de date ale informațiilor geospațiale includ imagini și date de cartografiere, fie colectate prin satelit comercial, satelit guvernamental, aeronave (cum ar fi vehiculele aeriene fără pilot [UAV] sau aeronavele de recunoaștere) sau prin alte mijloace, cum ar fi hărți și baze de date comerciale, informații de recensământ, GPS puncte de trecere, scheme utilitare sau orice date discrete care au locații pe pământ. Există o recunoaștere din ce în ce mai mare că geografia umană,  inteligența socio-culturală,  și alte aspecte ale domeniului uman  sunt un domeniu critic al datelor GEOINT datorită georeferențierii acum omniprezente a demografiei, etnografiei și date privind stabilitatea politică. Există o recunoaștere emergentă că „această definiție legală pictează cu o pensulă largă o idee despre lățimea și adâncimea GEOINT”  și „GEOINT trebuie să evolueze și mai mult pentru a integra forme de inteligență și informații dincolo de sursele tradiționale de informații geospațiale și imagini și trebuie să treacă de la un accent pe date și analiză la un accent pe cunoaștere. " 

## Principii
Termenii cheie, precum GEOINT și NGA, au fost dezvoltați în scopuri de politici publice. Legea NIMA din 1996 de înființare a Agenției Naționale de Imagistică și Cartografiere. Acest lucru a dus la integrarea mai multor surse de informații, informații și meserii comerciale în NIMA, care ulterior a devenit NGA. Apoi regizorul James Clapper (2001-2006) a desemnat această disciplină drept GEOINT, în genul IMINT, SIGINT, MASINT, HUMINT. 
Ocazional se pune întrebarea cu privire la diferența dintre GEOINT și alte activități analitice geospațiale. Bacastow sugerat următoarele Principii următoare ca markeri care definesc domeniul profesional în termeni de unicitate și valoare. 
Acestea sunt:
- GEOINT, înrădăcinat în științele geospațiale, tehnologiile geospațiale și o navă comercială care caută cunoștințe pentru a obține un avantaj decizional. Obținerea unui avantaj decizional poate avea ca rezultat sau necesită negarea și înșelarea (D&D) a informațiilor.
- Analiza are loc ca o echipă om-mașină.
- GEOINT dezvăluie modul în care acțiunea umană este constrânsă de peisajul fizic și percepțiile umane asupra Pământului.
- GEOINT caută să anticipeze tiparele de viață prin timp.
- Datele și sistemele tehnice reflectă prejudecăți umane.

## Date, informații și cunoștințe geospațiale
Definițiile și utilizarea termenilor de date geospațiale, informații geospațiale și cunoștințe geospațiale nu sunt consistente sau lipsite de ambiguități, exacerbând în continuare situația. Datele geospațiale pot (de obicei) să fie aplicate la ieșirea unui colector sau a unui sistem de colectare înainte de a fi procesate, adică date care au fost detectate. Informațiile geospațiale sunt date geospațiale care au fost prelucrate sau au avut valoare adăugată printr-un proces uman sau mașină. Cunoașterea geospațială este o structurare a informațiilor geospațiale, însoțită de o interpretare sau analiză. Termenii Date, informații, cunoștințe și înțelepciune (piramida DIKW) sunt dificil de definit, dar nu pot fi folosiți în mod interschimbabil.
În general, inteligența geospațială poate fi mai ușor definită ca date, informații și cunoștințe colectate despre entități care pot fi referite la o anumită locație de pe, deasupra sau sub suprafața pământului. Metoda de colectare a informațiilor poate include imagini, semnale, măsurători și semnături și surse umane, adică IMINT, SIGINT, MASINT și HUMINT, atâta timp cât o locație geografică poate fi asociată cu inteligența.

## Relația cu alte „INT”-uri
Astfel, mai degrabă decât să fie un partener cu celălalt „INT”, inteligența geospațială ar putea fi privită mai bine ca structura unificatoare a trăsăturilor naturale și construite ale pământului (inclusiv înălțimi și adâncimi) - fie ca straturi individuale într-un GIS sau ca fiind compuse într-o hartă sau diagramă și imagini ale pământului ȘI prezentarea existenței datelor, informațiilor și cunoștințelor derivate din analiza IMINT⁠(d), SIGINT⁠(d), MASINT⁠(d), HUMINT⁠(d) și a altor surse și discipline de inteligență.

## Alti factori
S-a sugerat că GEOINT este doar un nou termen folosit pentru a identifica o gamă largă de rezultate de la organizațiile de informații care utilizează o varietate de abilități și discipline spațiale existente, inclusiv fotogrametrie, cartografie, analiză imagistică, teledetecție și analiză a terenului. Cu toate acestea, GEOINT este mai mult decât suma acestor părți. Gândirea spațială așa cum se aplică în inteligența geospațială poate sintetiza orice inteligență sau alte date care pot fi conceptualizate într-un context spațial geografic. Inteligența geospațială poate fi derivată în totalitate independentă de orice satelit sau imagini aeriene și poate fi clar diferențiată de IMINT⁠(d) (inteligență imagistică). Confuzia și disensiunea sunt cauzate de separarea titlului 10 din Codul SUA §467 de „imagini” sau „informații de satelit” de „informații geospațiale”, deoarece imaginile sunt în general considerate doar una dintre formele din care informațiile geospațiale ar putea lua sau din care pot fi derivate.
De asemenea, a fost sugerat că inteligența geospațială poate fi descrisă ca un produs care apare la punctul de livrare, adică prin cantitatea de analiză care are loc pentru rezolvarea unor probleme particulare, nu prin tipul de date utilizate. De exemplu, o bază de date care conține o listă de măsurători ale podurilor obținute din imagini este „informație”, în timp ce dezvoltarea unei ieșiri care utilizează analiza pentru a determina acele poduri care pot fi utilizate în scopuri specifice ar putea fi numită „inteligență”. În mod similar, măsurarea simplă a profilurilor de plajă este o activitate clasică de colectare a informațiilor geografice, în timp ce procesul de selectare a unei plaje care se potrivește cu un anumit profil pentru un anumit scop este o activitate analitică, iar rezultatul ar putea fi denumit un produs de informații. În această formă, se consideră că este utilizat în general de agențiile care necesită definiții ale rezultatelor lor în scopuri descriptive și de dezvoltare a capacității (sau, mai cinic, ca strategie de marketing).
Analiza inteligenței geospațiale a fost definită ușor ca „a vedea ceea ce toată lumea a văzut și a gândi ceea ce nimeni nu a crezut” sau ca „anticiparea hărții mentale a unei ținte”. Cu toate acestea, aceste perspective afirmă că crearea de cunoștințe geospațiale este un proces cognitiv efort pe care îl întreprinde analistul; este un efort intelectual care ajunge la o concluzie prin raționament. Raționamentul geospațial creează legătura obiectivă între o reprezentare a problemei geospațiale și dovezile geospațiale. Aici un set de activități, căutarea informațiilor, se concentrează pe găsirea informațiilor, în timp ce un alt set de activități, realizarea senzorială⁠(d), se concentrează pe acordarea de sens informațiilor. Activitățile de căutare și creștere a sensurilor în analiza geospațială au fost încorporate în metoda de analiză geospațială structurată.

## Definiție de facto
O definiție de facto a inteligenței geospațiale, care reflectă mai mult natura largă internațională a disciplinei, este foarte diferită de definiția de jure exprimată în Codul SUA. Această definiție de facto este:
Inteligența geospațială este un domeniu de cunoaștere, un proces și o profesie. Ca cunoaștere, este o informație integrată într-un context coerent spațiu-timp care susține descrieri, explicații sau prognoze ale activităților umane cu care factorii de decizie iau măsuri. Ca proces, este mijlocul prin care datele și informațiile sunt colectate, manipulate, motivate geospațial și diseminate către factorii de decizie. Profesia de inteligență geospațială stabilește domeniul de activitate, asociațiile interdisciplinare, competențele și standardele din academie, guvern și sectoarele private. 
Acest lucru a fost sugerat ca o definiție operațională a Inteligenței Geospațiale, care ar putea utiliza denumirea GeoIntel pentru a o distinge de definiția mai restrictivă oferită în Codul SUA Titlul 10, §467.

## Agenții GEOINT

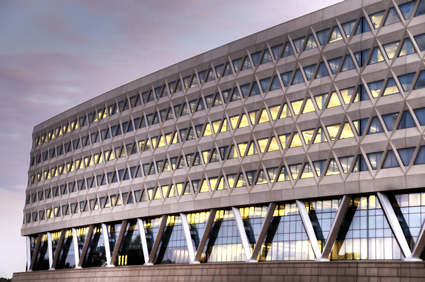
Clădirea Agenției Naționale de Informații Geospațiale la (zona de Nord) din

- Australia: Organizația Australiană de Informații Geospatiale (AGO) cunoscută anterior sub numele de Defense Imagery and Geospatial Organization (DIGO)
- Canada: Centrul comun de imagistică al forțelor canadiene, un element al Comandamentului de informații al forțelor canadiene (CFINTCOM)
- Uniunea Europeană: Centrul de satelit al Uniunii Europene (EUSC)
- Noua Zeelandă: GEOINT Noua Zeelandă (GNZ) cunoscută anterior sub numele de Joint Geospatial Support Facility (JGSF)
- Portugalia: Centrul de Informații Geospatiale al Armatei (CIGeoE)
- Regatul Unit: Defense Geographic Center (DGC) și Defense Geospatial Intelligence Fusion Center (DGIFC)
- SUA: Agenția Națională de Informații Geospațiale (NGA)

## SUA Service Fusion / GEOINT Centre
- SUA: Army Geospatial Center (AGC)
- SUA: Centrul Național de Informații Aeriene și Spațiale (NASIC)
- SUA: Centrul Național de Informații Terestre (NGIC)
- SUA: Biroul Național de Informații Maritime-Integrare (NMIO)

## Unități GEOINT
- Armata australiană : 1 escadrilă topografică de topografie (1 TOPO SVY SQN) [14] (Securitate internă: capacități de informații spațiale ale armatei)
- Armata Statelor Unite : Comandamentul armatei SUA pentru spațiu și apărare antirachetă - Comandamentul strategic al forțelor armatei - Nodul de informații inteligente geospațiale (AGI) avansat [15]
- Corpul de Marină al Statelor Unite : primul pluton topografic (primul TOPO) [16] ( Forța Expediționară a Marină - Grupul Cartierului General al Marilor - Batalionul de Informații - Compania de producție și analiză )
- Corpul de Marină al Statelor Unite : al doilea pluton topografic (al doilea TOPO) [17] (a 2-a Forță Expediționară a Marinei - Grupul Marelui Cartier General - Batalionul 2 de Informații - Companie de producție și analiză )
- Corpul de Marină al Statelor Unite : al 3-lea pluton topografic (al 3-lea TOPO) [18] (a 3-a Forță Expediționară a Marinei - Grupul Marelui Cartier General - Batalionul 3 de Informații - Companie de producție și analiză )

## Vezi si
- Dino A. Brugioni⁠(d) - pionier al inteligenței imagistice (numită acum inteligență geospațială)
- ELINT⁠(d) - inteligență electronică
- Inginerie geomatică
- Inginerie geospațială
- Ofițer de informații geospațiale
- GIS în inteligența geospațială
- HUMINT⁠(d) - inteligența umană
- IMINT⁠(d) - inteligență imagistică
- MASINT⁠(d) - inteligență de măsurare și semnătură
- SIGINT⁠(d) - semnalează inteligență
- USGIF⁠(d) - US Geospatial Intelligence Foundation